# Veronica Mortensen
Veronica Mortensen (ur. w Aarhus) – duńska wokalistka i kompozytorka jazzowa i soulowa.

## Życiorys
Veronica urodziła się w Danii, natomiast dorastała przy boku matki w Atenach. W wieku 20 lat powróciła do Danii, by – jako dziecko dwójki muzyków obdarzone fascynacją muzyki, rozpocząć karierę w tej dziedzinie. Ukończyła Królewską Akademię Muzyki w Aarhus (1996). W 1998 r. złożyła pracę dyplomową w Konserwatorium Rytmiki w Kopenhadze.

### Kariera muzyczna
Od 20 roku życia w Danii zaczęła śpiewać klasyki muzyki soul w małym big bandzie. Były to piosenki Arethy Franklin i utwory z Motown. Wkrótce przyłączyła się do Virtual Fantasy – grupy grającej acid jazz. Przez 12 lat występowała z Kluvers Big Band, z którym wykonywała Sacred Concerts Duke'a Ellingtona; grali na Aarhus International Jazzfestival, mieli tournée w Estlandzie.
Śpiewała w Kopenhadze i w Paryżu w musicalach rockowych takich jak: A Tribute to the Blues Brothers, Hair czy Another Brick in the Wall. W roku 2003 zadebiutowała solowo albumem Pieces in a Puzzle (płyta została wybrana na album tygodnia w duńskim narodowym radio DR P4). Z tym materiałem występowała m.in. na Bankok Heineken Jazzfestival w Tajlandii oraz na Ladies' Jazzfestival w Gdyni w Polsce. W kwietniu 2007 nagrała swoją drugą płytę pt. Happiness is not included.

## Dyskografia

### Albumy solowe
- 2003: Pieces in a Puzzle (Sundance)
- 2007: Happiness ...Is Not Included (Stunt Records)
- 2010: I'm the Girl (Stunt)
- 2013: Catching Waves (Stunt)

### Single
- 2003: Julie

### Albumy gościnne i składanki
- 1995: Muzik Event'95 (wykonuje „Ingen gør mig ensom helt som dig“ w duńskiej edycji Konkursu Eurowizji)
- 1995: Surprise-Surprise (razem z Annette Buonaventzen i Charlotte Vigel)
- 1996: First Flight – Kaare Gade (wykonanie utworu „In Rio“)
- 1997: (Let The Sunshine In) Hair 1967-97 (wydane we Francji)
- 2004: Pop Bag Baren (we własnym utworze „Looking for Trouble“)
- 2005: Image Of Falling (Imogena Records) – Peter Vuust Quartet

### Chórki
- 1995: The Sound of Now – Cut'n'Move
- 1997: Room Service – Johnny Madsen
- 1998: The Blues – Johnny Madsen
- 1998: Turn To You – Peter Viskinde
- 2001: Hjertet Ser – Karen Busck
- 2003: Nærvær Og Næsten – Lis Sørensen
- 2003: Quiet Storm – Gudrun Jacobsen
- 2004: Promises Of Rain – Niels HP